# 西班牙语不规则动词
西班牙语动词是西班牙语语法的一个較為复杂的领域，具有多种时态、體貌和语气的组合，每个动词最多有五十种變化形式。尽管词形变化规则相对简单，但有很多动词是不规则的。其中，有些或多或少展現了清楚的變異模式，而有些则有独特的不规则變化。本文总结了常见的不规则模式。
如同所有罗曼语系语言，西班牙语动词中的许多不规则现象都可以追溯到拉丁语语法。

## 字形变化
受到西班牙语拼字法的限制，為了保持 a 或 o 和 e 或 i 之前的辅音不變，需要进行一些可预测的變化，但这些通常不被视为不规则。以下示例使用虚拟语气现在时的第一人称复数：
- /k/：c—qu： > （-car）； > （-quir）。
- /θ/：z—c： > （-zar）； > （-cer）。
- /x/：g—j： > ，但在以-jar結尾的動詞中，j在e前會保留： >  (不是)。
- /ɡ/：g—gu： >  （-gar）； > （-guir）。
- /ɡw/：gu—gü： > （-guar）。

其他可预期的变化包括重音标记、i - y交替和 i -丢失，其中一些有时被视为不规则。这些例子是几种形式的其他规则的过去时形式：
- a 、 e 或 o 之后重音 i 上的重音标记：  > （-caer）； > (-eer)； > （-ír，-oír）；这不适用于任何「G动词」（見下述），例如及其相关形式。
- 重音符号不用于单音节形式： > /lje/、 /ljo/ ; > 。然而，在 2010 年之前，對迮卜諸如/liˈe/和 /liˈo/、和、和，以及和這類形式，如果書寫者把其发音为双音节，也可以加上重音符号，[1]但此选项不适用于。
- 在非無聲元音之间，非重读的 i 写作 y ：   > ；（-aer，-caer）； > ,（-uir）。这不适用于以 -quir 结尾的动词（例如，  > ,）。
- 在ll或ñ和元音之间，非重读的 i 會丢失：  > （而非*bullió ）（-llir/-ñir）； > （-ñer）。

## 幹元音变化
有两种变化会影响一些西班牙语动词的幹元音：双元音化和元音升高。这两个变化都会影响动词词干最后一个（或唯一）音节中的-e-或-o- 。双元音化将 -e- 變为-ie-，将 -o- 變为 -ue- 。元音升高将中元音-e-和-o-分别更改为相应的閉元音： -i-和-u-。有些动词在不同形式中可以同時表现出這两种变化，例如、（e-ie-i**ir）和、（o-ue-u）。

### 双元音化
一些词干中带有 -e- 或 -o- 的动词的內在是双元音化的，而其他动词则不是，這個特性唯有單獨記憶。在双元音化动词中，当所涉及的音节被重读时，-e- 會变为 -ie-，-o- 會变为 -ue-。这种变化实际上只发生在直陳語氣現在時及虛擬語氣現在時的单数人称和第三人称复数，以及祈使語氣中，因為所有其他时态和形式的重音都落在其词尾，而不是词干。字典形式（即不定式）总是保留原有的元音，而不是變化後的双元音，因为在不定式形式中，重音在词尾，而不是词干。例外的是， 的 -u-（u-ue -gar, -jugar），以及  和  的 -i-（i-ie）也經受双元音化，變成諸如  和  等的形式。
在词首位置，*ie- 變作 ye- (  >）（e-ie > ye）和 *ue- 變作hue-（ >）（o-ue > hue、oler）。另外， -ue- 双元音写在g之后寫作-üe，u 上的分音符是用來表示该字母不是無聲的（  >) （反身；go-güe -zar）。
以下示例显示所有三个词形变化（ -ar 、 -er 和 -ir 动词）都包含一些双元音化动词。為了对比，以下僅列出部份时态和人称：

#### 直陳語氣現在時
| 動詞 | yo     | tú      | vos    | él ella usted | nosotros nosotras | vosotros vosotras | ellos ellas ustedes |
| ---- | ------ | ------- | ------ | ------------- | ----------------- | ----------------- | ------------------- |
|      | pienso | piensas | pensás | piensa        | pensamos          | pensáis           | piensan             |
|      | cuento | cuentas | contás | cuenta        | contamos          | contáis           | cuentan             |
|      | pierdo | pierdes | perdés | pierde        | perdemos          | perdéis           | pierden             |
|      | muelo  | mueles  | molés  | muele         | molemos           | moléis            | muelen              |
|      | huelo  | hueles  | olés   | huele         | olemos            | oléis             | huelen              |
|      | siento | sientes | sentís | siente        | sentimos          | sentís            | sienten             |
|      | duermo | duermes | dormís | duerme        | dormimos          | dormís            | duermen             |

#### 虛擬語氣現在時
| 動詞   | yo     | tú      | vos (*)          | él ella usted | nosotros nosotras | vosotros vosotras | ellos ellas ustedes |
| ------ | ------ | ------- | ---------------- | ------------- | ----------------- | ----------------- | ------------------- |
| pensar | piense | pienses | pienses / pensés | piense        | pensemos          | penséis           | piensen             |
| contar | cuente | cuentes | cuentes / contés | cuente        | contemos          | contéis           | cuenten             |
| perder | pierda | pierdas | pierdas / perdás | pierda        | perdamos          | perdáis           | pierdan             |
| moler  | muela  | muelas  | muelas / molás   | muela         | molamos           | moláis            | muelan              |
| oler   | huela  | huelas  | huelas / olás    | huela         | olamos            | oláis             | huelan              |
| sentir | sienta | sientas | sientas / sintás | sienta        | sintamos          | sintáis           | sientan             |
| dormir | duerma | duermas | duermas / durmás | duerma        | durmamos          | durmáis           | duerman             |

(*) 在中美洲使用pensés 、 contés等，但基於拉普拉塔河西班牙语，西班牙皇家学院规定使用pienses （页面存档备份，存于） 、 cuentes （页面存档备份，存于）等。

#### 祈使語氣
| 動詞   | tú     | vos   | vosotros / vosotras (*) | usted  |
| ------ | ------ | ----- | ----------------------- | ------ |
| pensar | piensa | pensá | pensad                  | piense |
| contar | cuenta | contá | contad                  | cuente |
| perder | pierde | perdé | perded                  | pierda |
| moler  | muele  | molé  | moled                   | muela  |
| oler   | huele  | olé   | oled                    | huela  |
| sentir | siente | sentí | sentid                  | sienta |
| dormir | duerme | dormí | dormid                  | duerma |

(*) 仅在西班牙使用。复数祈使句的正式变位以 -d 结尾，但在口语中，最常见的变位以 -r 结尾，即pensar、contar等。
动词和也进行元音提升。其他双元音化动词包括（o-ue）、（e-ie）、（o-ue）、（-zar e-ie，-ezar）、 （o-ue）（e-ie）、（o-ue）、（o-ue，-morir）、(o-ue)、(o-ue)、（o-ue，-poder）、  (o-ue)、（e-ie，-querer）、（o-ue）、（e-ie-i）、（e-ie；-tener；G动词）、  （e-ie；-venir；G-动词）、（o-ue）和（o-ue；-olver）。
许多词根带有-e-或-o- 的动词不会交替出现。常见的非双元音化动词包括、和。
牙牙學語的儿童以及某些成年人常常在一些不太常見的動詞中犯錯，例如：
- → 、，而不是、

### 元音升高
元音升高仅出现在第三变位的动词（ -ir动词）中。當中，它影响、（更常见的的替代形式），以及几乎所有以 -e- 作为最后一个词干元音的动词（例如和）。例外情况包括、和（這三个是双元音化動詞，e-ie）。

#### 受影响的形式
表现出这种变化的形式可以反向地描述为那些词干元音没有双元音化，并且词尾不包含重读 i 或 -ir- 序列的形式。换句话说，由於双元音化优先于元音提升，元音提升只会影响结尾不包含不是雙元音的一部份的 i 的形式。
实际上，对于双元音化动词（如  和 ），元音升高形式为：
- 虚拟语气現在時的第一人称和第二人称复数（sintamos、sintáis、durmamos、durmáis）;
- 动名词（sinntiendo、durmiendo ）;
- 过去時的第三人称单数和复数（sintió、sintieron、durmió、durmiron）;
- 虚拟语气未完成時（sintiera / sintiese等、durmiera/ durmiese等）和虚拟语气將來時（sintiere等、durmiere等）的所有形式。

对于非双元音化动词（例如），它同樣影响这些形式（ pidamos 、 pidáis 、 pi diendo 、 pidió 、 pidieron 、 pidiera...），加上：
- 在直陈語氣現在式中，所有单数形式和第三人称复数（ pido 、 pides 、 pide 、 piden）；
- 虚拟语气現在式的其余形式（ pida, pidas, pidan ）；
- 祈使語氣 ( pide ) 的tú形式。

不进行双元音化或元音升高的形式包括：
- 直陈語氣現在式的第一人称和第二人称复数 ( sentimos, s e ntís )，因为这些形式在词尾有重音 /í/。
- 不定式 ( sentir )、过去分词 ( sentido )、指示未完成式 ( sentía ...) 以及祈使句的vos和vosotros/as形式 ( s en ntí, senntid )，原因同上。
- 将来时 ( sentiré ...) 和条件式 ( sentiría ...)，因其结尾包含 -ir- 序列。

#### 受影响的动词
同時受双元音化和元音升高影響的动词包括：
- 以结尾的（...) 和-ertir (、... ）；
- 以结尾的（...)，除了；
- 及其派生动词（ 、等)的动名词 ( 等），因为其余形式也存在其他優先的不規則變化。
- 和。

双元音化-er动词动名词中异常地经历元音上升，但现在虚拟语气的第一人称复数和第二人称复数是规则的（podamos；p o dáis）。
進行元音提升但不進行雙元音化的动词包括：
- 以-edir结尾的 ( 、等）、-etir (、) 和-egir (、等;注意a/o之前带有j 的形式，例如corrijo 、 corrija )。
- 以-eír结尾的 ( ）。双 i 结果被简化（  , 不是或<）。与a/e/o接触的重读i必须带锐音（ río 、 ríe 、 ría ），但过去语的单音节形式没有重音（ rio 、 riais ，但如果把rió和riá視為两个音节，加上重音符也是可以的） 。
- 以-eñir结尾的 ( 、等 ）。 ñ和元音之间的非重读i被删除（ tiñendo, tiñó, tiñeron, tiñera等 ）。
- 及其派生动词（ 、等），其形式不会出现其他優先的不規則變化。
- 及其派生动词。
- 。受影响的形式与源自更常见的不定式形式相同 ，除了过去分词之外都是规则的'。

元音提升动词通常是双元音化的（ ye- 形式为 yergo ...），非双元音化形式也可以但很少见（ irgo ...）（e-ie > ye-i -guir, -erguir）。

## 双元音和停顿

### Cambio与envío
不定式中的双元音可以在整个变位过程中保留，也可以以词干重音的形式分解，具体取决于与 a/e/o 相鄰的 i 或 u 是否承受重音。示例中重读元音被标记为粗体：  > cambio ，但是 > envío （需要重音来指示由此产生的中断）。西班牙皇家学院并不认为这两种行为都是不规则的，而是用六个“规则”模型来说明每种行为，每个模型对应不定式中的每一种可能的双元音： 、 和 用于双元音动词和、 和 。对于双元音破音的人来说。值得记住的是，不发音的h的存在不会破坏双元音，因此rehúso中无论如何都需要书面重音。
所有以-guar结尾的动词以及 、 和 都保留双元音。  保存两个双元音（> desa'hucio，同樣地，-h-沒有把雙元音拆開），因此遵循anunciar和causar的模式。
拆解双元音的动词包括、 和 。动词 、和也會拆解双元音 ( crío, guíe )，但当重音落在词尾时，所得形式通常被视为单音节，因此不带重音符： crie 、 fie 、 guiais 、 lieis 。尽管如此，如果常规重音规则发音为双音节，也可以使用： crié 、 guiáis。
对于动词 和 ，两个寫法也可以：adecuo或adecúo 。
尽管 中的 i 在 cuido 等形式获得重音（没有重音标记），但其双元音 ui但在整个变位过程中仍然保留。

### 以-uir和-oír结尾的动词
所有以-uir结尾的动词（例如）在所有不以 i 开头的词尾之前添加 -y-，變成 construy o 、construy es 、construy a等。考虑到这些动词也经历了非重读元音间 i 到 y 的变化（参见上述的拼写变化），它们有多种包含y的形式。
这也适用于不经历-ig-变化的 和 的形式：oyes、oye、oyen。
對於 、 和  的一些規則變化，既可以视为单音节，這樣书写时没有重音标记；也可以視为双音节，這樣则可以带有重音标记：vosotros huis或huís （现在时）、 yo hui 或 huí （过去時）。
自然地， 會失去y之前的分音符： arguyo、arguyó（gü-gu；-güir）等。

## 其他常见的不规则規律

### er/ir动词中以o/a开头的词尾
在er和ir动词中，直陈语气現在時的第一人称单数和整个现在虚拟语气是唯一以o/a而不是e/i开头的形式。这两种不同的语音环境使得许多动词的拉丁语形式演变不同，从而导致不规则。
- 每当直陈語氣現在時的第一人称单数具有双元音化以外的不规则性，但仍以-o结尾时，整个现在时虚拟语气具有相同的不规则性：
  -  > hago, haga ...（-hacer，G-动词）
  -  > luzco,luzca... (c-zc, -cir)
  -  > quepo, quepa ... (-caber)
  -  > veo, vea ...; > preveo，prevea...（-ver）
- 当直陈语气現在時的第一人称单数不以-o结尾时，虚拟语气現在時也是不规则的，但形式不一樣：
  -  > soy、sea...（-ser、Oy-动词）
  -  > voy、vaya ...（-ir，Oy-动词）
  -  > he、hea(-haber)
  -  > sé、sepa等 (-saber)

#### G动词
在o （直陳語氣现在时的第一人称单数）和a （即虚拟语气現在 時的所有人称）之前，所谓的G动词（也可稱為“Go-Yo 动词”、“Yo-Go動詞”或“Go動詞”）在l和n之后（也在asir中的s之后）添加介词-g- ，当词根以元音结尾时添加-ig- ，或用-g-代替-c- 。此更改優先於双元音化（ 如tener 、 venir ），但与元音提升同時出現（如 decir ）。许多动词在其他方面也是不规则的。例如：
: yo salgo, tú sales... 詞幹: sal- (-salir)
: yo valgo, tú vales... 詞幹: val- (-valer)
: yo pongo, tú pones... 詞幹: pon- (-poner)
: yo tengo, tú tienes... 詞幹: ten- tien- (e-ie) (-tener)
: yo vengo, tú vienes... 詞幹: ven- vien- (e-ie)
: yo caigo, tú caes... 詞幹: ca-
: yo traigo, tú traes... 詞幹: tra-
: yo oigo, tú oyes... 詞幹: o-, oy- (-ír)
: yo hago, tú haces... 詞幹: hac- haz- (-cer 動詞)
: yo digo, tú dices... 詞幹: dec-, dic- (e-i) (-cir)
: yo asgo, tú ases... 詞幹: as-

#### ZC-动词
这组动词起源于拉丁语起始动词，但现在也包括其他动词，用-zc-代替o和a之前的词干 -c- 。该组包括几乎所有以-acer结尾的动词（除了  及其派生动词）， -ecer （除了 和 ）、-ocer （除了 及其派生动词）和-ucir 。例如：
: yo nazco, tú naces...
: yo crezco, tú creces...
: yo conozco, tú conoces...
: yo produzco, tú produces... (-ducir)
: yo yazco/yago/yazgo, tú yaces... (-yacer)
 可以以 -zc- (  )、-g-（G-动词）或折衷的-zg- ( ）進行變化。

### 将来时、条件式和祈使語氣的不规则形式
一些-er和-ir动词（大多数G-动词加上、 和 ）也改变它们的将来时和条件时态。这涉及词中音消失：
- 只是去掉不定式e :  → habré、→ sabré ..., → podré、 →
- 删除不定式中的e/i，然後把插音-d-填塞在 *-lr-/*-nr- 中：  →..., → ...；→...；→.., →
- 删除不定式-ce-或-ec- ：  →haré...、→ desharé ...,  → diré。
- ,和可能共享这种不规则性（ prediré ...），或更常见的是，使用常规形式（ predeciré ）。对于和仅使用常规形式（ bendeciré . 。

其中许多动词也有缩短了的tú命令式形式（詞尾音消失）： tener → ；contener → ；poner → ；disponer → ；venir → ；salir → ；hacer → ；decir → 。然而，所有源自decir的动词在這形式都是规则的： bendice 、 maldice 、 desdícete 、 predice 、 contradice 。

### 过去时态和派生时态中的异常词干
一些动词（包括大多数G动词和大多数以结尾的动词）在过去语中的词干有些不同。这些词干非常古老，也经常出现在拉丁语中。同样的不规则词干也出现在虚拟语气未完成時（ -ra和-se形式）和虚拟语气將來時中中。還有以下原因使这些詞幹呈現异常：
- 它们在第一人称单数和第三人称单数重读，分别以非重读的-e和-o结尾（而在所有其他情况下，后缀上的过去时都重读）。
- 其余的词尾 -er/-ir 动词，甚至是 -ar 动词（ 和 ）的常規變化。
- 在带有 -je 的過去時形式中 ( 、和大多数以  结尾的动词），j和元音之间的不重读的i丢失： 。对于常规动词或元音提升-ger/-jer/-gir/-jir动词 (  > ； > ； > ； > ）。

例子：
: yo estuve, tú/vos estuviste(s), él estuvo..., ellos estuvieron; yo estuviera...
: yo anduve, tú/vos anduviste(s), él anduvo..., ellos anduvieron; yo anduviera...
: yo tuve, tú/vos tuviste(s), él tuvo..., ellos tuvieron; yo tuviera...
: yo hube, tú/vos hubiste(s), él hubo..., ellos hubieron; yo hubiera...
: yo cupe, tú/vos cupiste(s), él cupo..., ellos cupieron; yo cupiera...
: yo supe, tú/vos supiste(s), él supo..., ellos supieron; yo supiera...
: yo vine, tú/vos viniste(s), él vino..., ellos vinieron; yo viniera...
: yo pude, tú/vos pudiste(s), él pudo..., ellos pudieron; yo pudiera...
: yo puse, tú/vos pusiste(s), él puso..., ellos pusieron; yo pusiera...
: yo hice, tú/vos hiciste(s), él hizo..., ellos hicieron; yo hiciera...
: yo reduje, tu/vos redujiste(s), él redujo..., ellos redujeron; yo condujera...
: yo dije, tú/vos dijiste(s), él dijo..., ellos dijeron; yo dijera...
动词  在现代西班牙语中，有一个规则的-er动词过去式（ yo vi 、 tú viste 、 él vio，注意单音节上缺乏书面重音），但在古代文本中，有时会看到不规则的过去式形式 yo vide 、 él vido。

### 不规则过去分词
许多动词有不规则的过去分词，称为“强變化”，因为变化是在词根而不是词尾。这包括在许多其他方面不规则的动词，例如和；但对于其他一些动词来说，这是它们唯一的不规则性（例如和），而一些非常不规则的动词（例如和) 有规则的过去分词。例子：
这些动词中的大多数都有具有相同不规则變化的派生词。例如，除了volver → vuelto和poner → puesto 之外，还有 →和→;与一起→有→。但请注意→,→是规则的，尽管它们也有形容词形式和。、等也遵循這樣的規律。動詞 solver 已少用，但其衍生詞  和  （) 仍然常用。在一些地区， 的分词是 ，而在另一些則是 。
有三个动词同时具有规则和不规则的过去分词。当與  組合成复合时态，或與  組合成被动语态时，这两种形式都可以使用，但不规则形式通常是唯一用作形容词的形式：
- → 或者 ，但 papas fritas。
- → 或者 ，但 papeles impresos。
- → 或者 , una despensa bien provisista 比 una despensa bien provida更常见。

许多其他“强”过去分词，例如、等，对于一般用途来说已经过时了。但在西班牙，受过教育、注重风格的作家中偶尔会使用，或者在谚语（ refranes ）等古语中使用（至於在西班牙美洲，使用程度要小得多）。

## 其他
动词（「是」）和（「去」）两者都表现出现在时、未完成时和过去时形式的不规则性（请注意，这两个动词具有相同的过去时fui ）。与一起（「看」）和（「预见」），它们是唯一的四个具有不规则未完成陈述的动词。它们的tú命令形式是sé 、 ve （对于ir和ver ，尽管在命令中比ver更常见) 和prevé 。它们的vos命令形式是sé 、 andá （动词取代ir )、 ve和prevé 。
|             | ser   | ir    | ver   | prever   | ser    | ir     | ver     | prever     | ser/ir   | ver     | prever     |
| yo          | soy   | voy   | veo   | preveo   | era    | iba    | veía    | preveía    | fui      | vi      | preví      |
| tú          | eres  | vas   | ves   | prevés   | eras   | ibas   | veías   | preveías   | fuiste   | viste   | previste   |
| vos         | sos   | vas   | ves   | prevés   | eras   | ibas   | veías   | preveías   | fuiste   | viste   | previste   |
| él/ella     | es    | va    | ve    | prevé    | era    | iba    | veía    | preveía    | fue      | vio     | previó     |
| nosotros/as | somos | vamos | vemos | prevemos | éramos | íbamos | veíamos | preveíamos | fuimos   | vimos   | previmos   |
| vosotros/as | sois  | vais  | veis  | prevéis  | erais  | ibais  | veíais  | preveíais  | fuisteis | visteis | previsteis |
| ellos/as    | son   | van   | ven   | prevén   | eran   | iban   | veían   | preveían   | fueron   | vieron  | previeron  |

请记住，只要过去时不规则，虚拟语气未完成時（ -ra和-se形式）和現在已少用的虚拟语气未來時（ -re ）都具有相同的不规则性；事实上，通过用适当的词尾替换第三人称复数过去时的-ron词尾，这些时态总是可以正确形成： fueron > fuera/fuese... ；fuere...
动词 （「给」）和 （「在」）在现在直陈和现在虚拟语气中都表现出不规则性，因为它们的词干不能重读（在dar 中，词干只是d- ，在estar 中它最初是st- ）。 dé 的写法是为了与介词  区分开来。这两个动词的过去时态和派生时态也是不规则的： dar遵循规则 -er/-ir 动词的模式，而estar具有异常的过去时词干，并遵循相应的常见模式：
|             | dar   | estar   | dar   | estar   | dar     | estar       |
| yo          | doy   | estoy   | dé    | esté    | di      | estuve      |
| tú, vos     | das   | estás   | des   | estés   | diste   | estuviste   |
| él, ella    | da    | está    | dé    | esté    | dio     | estuvo      |
| nosotros/as | damos | estamos | demos | estemos | dimos   | estuvimos   |
| vosotros/as | dais  | estáis  | deis  | estéis  | disteis | estuvisteis |
| ellos/as    | dan   | están   | den   | estén   | dieron  | estuvieron  |